# Ján Ďurica
Ján Ďurica (* 10. Dezember 1981 in Dunajská Streda) ist ein ehemaliger slowakischer Fußballspieler und heutiger Trainer.

## Karriere
Ďurica kommt aus einer Fußballerfamilie, sein Vater Ján sr. und sein Bruder Pavola haben auch bei DAC Dunajská Streda gespielt und alle drei haben für die Mannschaft Tore erzielt.

### Von Dunajská Streda zu Artmedia
Der Abwehrspieler wechselte 2003 nach drei Zweitligaspielzeiten von DAC Dunajská Streda zu Artmedia Bratislava. Drei Jahre lang war Ďurica Stammspieler bei Artmedia und wurde mit dem Klub 2005 Slowakischer Meister. In der Winterpause der Saison 2005/06, nach 78 Erstligapartien und sechs Einsätzen in der Champions League 2005/06, für die sich Artmedia nach Siegen über Kairat Almaty, Celtic Glasgow und FK Partizan Belgrad überraschend qualifizieren konnte, wechselte er zum russischen Erstligisten Saturn Ramenskoje.

### Lokomotive Moskau und Hannover 96
Im Sommer 2009 wechselte Ďurica zu Lokomotive Moskau, von wo aus er in der Winterpause der Saison 2009/10 auf Leihbasis bis Saisonende zum deutschen Bundesligisten Hannover 96 wechselte. Dort konnte er sich allerdings keinen Stammplatz erarbeiten, weshalb Ďurica nach Ablauf der Leihbasis zu seinem Heimatverein zurückkehrte.

### Trabzonspor
Im Sommer 2016 verpflichtete ihn der türkische Erstligist Trabzonspor.

## Nationalmannschaft
Ďurica ist seit 2004 slowakischer Nationalspieler. Er nahm an der Fußball-Weltmeisterschaft 2010 teil und schaffte es mit seiner Mannschaft bis ins Achtelfinale, wo sie allerdings mit 1:2 gegen die Niederlande scheiterten. Auf dem Weg dorthin schalteten die Slowaken in der Vorrunde den Titelverteidiger Italien aus dem Wettbewerb.
Bei der Fußball-Europameisterschaft 2016 in Frankreich wurde er in das Aufgebot der Slowakei aufgenommen. Er gehörte zur Stammelf und bestritt alle vier Partien bis zum Ausscheiden gegen Deutschland im Achtelfinale über die volle Spielzeit.